# Cerkiew refektarzowa

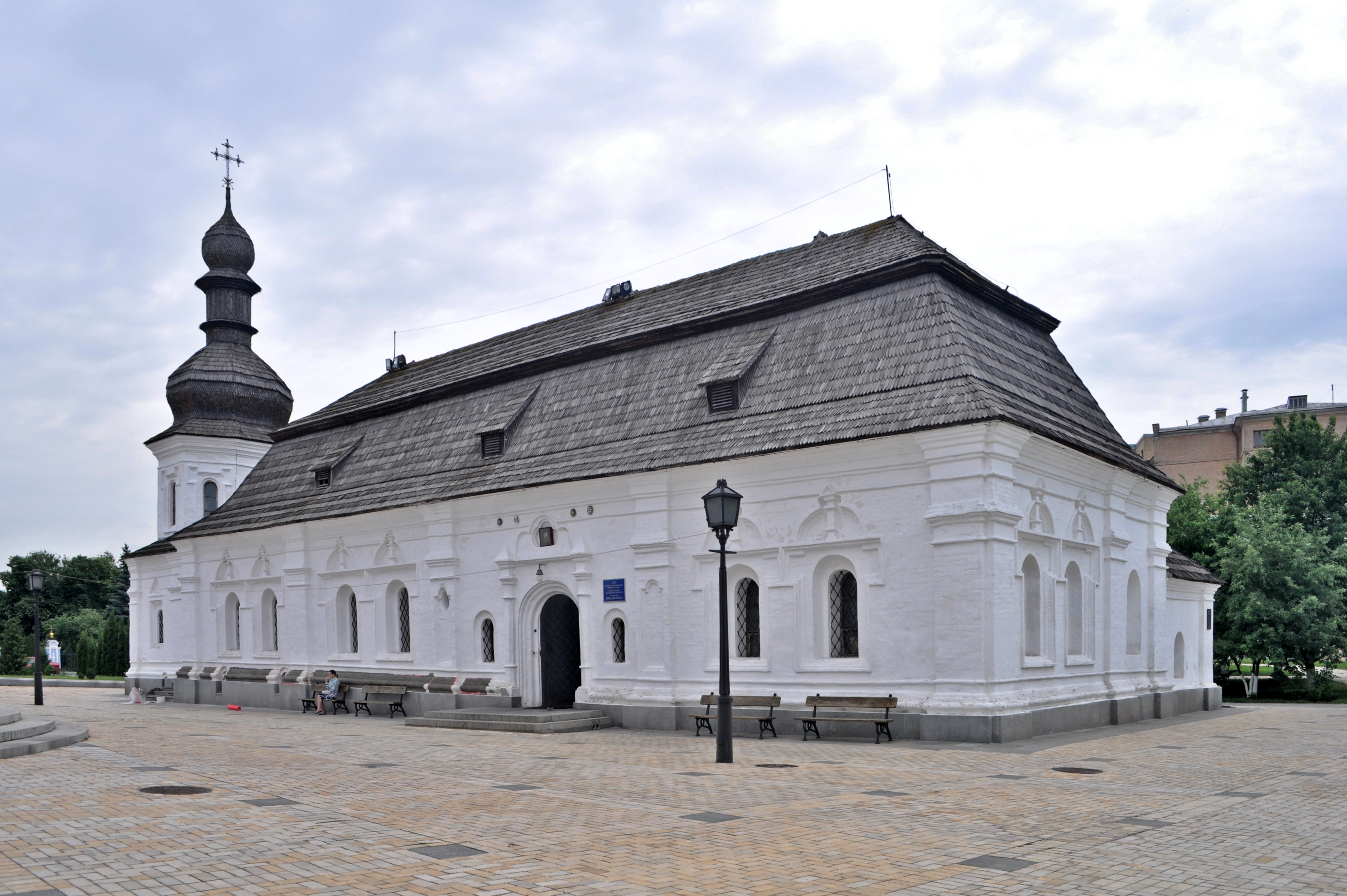
Przykład cerkwi refektarzowej - cerkiew św. Jana Teologa w kompleksie monasteru św. Michała Archanioła w Kijowie

Cerkiew refektarzowa (ros. трапезный храм, трапезная церковь) – cerkiew, do której przylega refektarz. 
W klasztorach prawosławnych, nawiązując do tradycji agapy, posiłki spożywa się w miejscu uświęconym. Do przełomu XIX i XX wieku refektarz przylegał zazwyczaj do zachodniej ściany cerkwi i był z nią połączony.
Obecnie klasztorny refektarz znajduje się zazwyczaj w osobnym budynku, chociaż zdarzają się przypadki zachowania pierwotnego układu pomieszczeń i ich funkcji. Jednak nawet jeśli refektarz nie łączy się z cerkwią, musi w nim być ikona z wieczną lampką, czasami wyposażona jest w ołtarz. Dawne refektarze używane są do innych celów, ale zachowały się określenia tych cerkwi jako refektarzowych. 